# Pratt & Whitney Canada
Pratt & Whitney Canada (też PWC lub P&WC) – kanadyjska firma produkująca silniki turbośmigłowe i turbowentylatorowe do samolotów cywilnych i wojskowych. Obecnie jest oddziałem Pratt & Whitney, pomimo tego prowadzi działalność badawczą, marketingową i produkcyjną niezależnie od Pratt & Whitney. Od czasu stworzenia w latach 60. XX wieku sławnego silnika turbośmigłowego PT6, Pratt & Whitney Canada zdominował tą wąską niszę lotniczych silników turbinowych o mocy 600–1200 koni mechanicznych. W 2013 roku firma zatrudniała ponad 9200 pracowników na całym świecie, w tym 6200 w Kanadzie i 1400 w Polsce.. W 2017 roku zakłady firmy zatrudniają ponad 5000 pracowników w Polsce. 

## Historia
Firma Canadia Pratt & Whitney Aircraft Company, Ltd. została założona w listopadzie 1928 jako centrum serwisowe silników lotniczych Pratt & Whitney. W czasie drugiej wojny światowej zajmowała się montażem silników z Pratt & Whitney z rodziny Wasp produkowanych w USA. W roku 1952 całość produkcji silników tłokowych z rodziny Wasp przeniesiono do Pratt & Whitney Canada. Pod koniec lat 50. zespół 12 inżynierów rozpoczął prace nad pierwszym kanadyjskim małym silnikiem turbinowym, modelem PT6. Pierwszy egzemplarz produkcyjny został dostarczony w roku 1963.
W Polsce firma jest właścicielem zakładów Pratt & Whitney Rzeszów, Pratt & Whitney Kalisz i Pratt & Whitney Tubes w Niepołomicach. 

## Modele silników
- Pratt & Whitney Canada JT15D

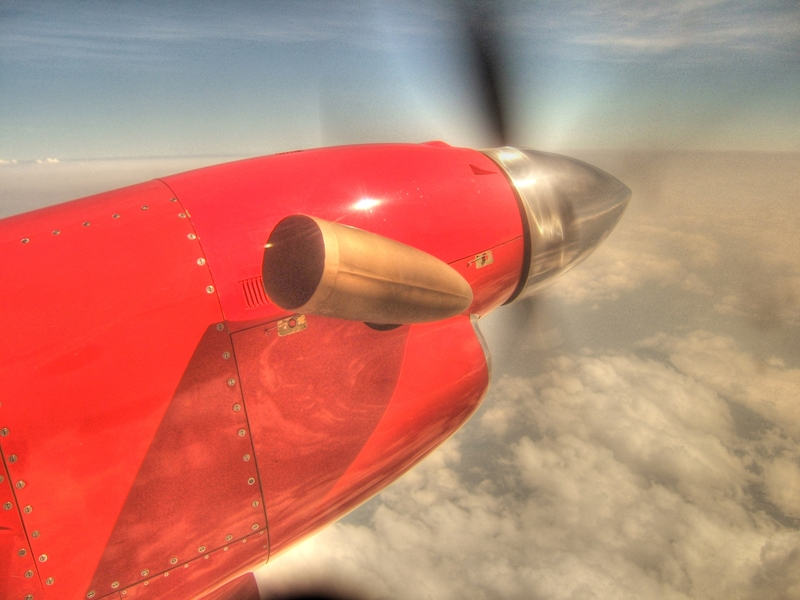
Silnik PT6A-67D zabudowany w samolocie Beechcraft 1900.

- Pratt & Whitney Canada PT6A, PT6B, PT6C, PT6T
- Pratt & Whitney Canada PW100
- Pratt & Whitney Canada PW200
- Pratt & Whitney Canada PW300
- Pratt & Whitney Canada PW500
- Pratt & Whitney Canada PW600
- Pratt & Whitney Canada PW800
- Pratt & Whitney Canada PW900